# Puerta de Hutt
Puerta de Hutt (en inglés: Hutt's Gate) es un pequeño asentamiento ubicado en la isla Santa Elena, que forma parte del distrito de Longwood. Se ubica en las coordenadas 15°58′00″S 5°42′00″O / -15.96667, -5.70000.
Aquí se localiza la Iglesia de San Mateo y en sus cercanías el Pico de Diana y la tumba que albergó hasta 1840 a Napoleón Bonaparte. Es una amplia zona residencial y cuenta con algunas tiendas. Además, en este pueblo residió el conde Henri Gratien Bertrand, cercano a Napoleón.
En este asentamiento ocurre un cruce de caminos provenientes de diferentes distritos de la isla como Alarma Forestal, Longwood, Levelwood y San Pablo.